# هيدأكي كامي
هيدأكي كامي (باليابانية: 亀井秀明) هو مبارز بالسيف ياباني، ولد في 12 يوليو 1949.

## وصلات خارجية
- هيدأكي كامي على موقع أوليمبيديا (الإنجليزية)